# IOS 12
iOS 12 — версія операційної системи iOS від корпорації Apple, наступник iOS 11. Була представлена на конференції Worldwide Developers Conference 4 червня 2018 року. Вихід планується 17 вересня 2018 року.

## Підтримувані пристрої
| iPhone - iPhone 5S - iPhone 6 - iPhone 6 Plus - iPhone 6S - iPhone 6S Plus - iPhone 7 - iPhone 7 Plus - iPhone 8 - iPhone 8 Plus - iPhone SE - iPhone X - iPhone Xs - iPhone Xs Max - iPhone XR | iPad - iPad Air - iPad Air 2 - iPad 2017 - iPad 2018 - iPad mini 2 - iPad mini 3 - iPad mini 4 - iPad Pro iPod touch - iPod touch 6 |